# Pseudopanthera aureoadflava
Pseudopanthera aureoadflava är en fjärilsart som beskrevs av Otto Staudinger 1918. Pseudopanthera aureoadflava ingår i släktet Pseudopanthera och familjen mätare. Inga underarter finns listade.